# 포르노그래피의 여성주의적 관점
포르노그래피의 여성주의적 관점은 여성에 대한 폭력의 형태로서 포르노그래피를 비난하는 관점부터 여성주의적 표현의 매체로서 포르노그래피의 형태를 포용하는 관점까지를 아우른다. 이 문제에 관한 여성주의의 논쟁인 성욕에 관한 여성주의적 관점을 둘러싼 더 넓은 관심사를 반영하며, 성매매, BDSM 등에 대한 여성주의의 논쟁과 밀접하게 관련되어 있다. 영어 사용 국가의 여성주의자 사이에서 포르노그래피는 여성주의에서 가장 논쟁적인 문제 중에 하나이다. 여성주의자 간의 이러한 첨예한 대립은 반포르노 여성주의자와 친포르노 여성주의자가 격렬하게 대립한 1980년대의 여성주의 성 대립에서 볼 수 있다.
앤드리아 드워킨(Andrea Dworkin), 캐서린 맥키넌(Catharine Mackinnon), 로빈 모건(Robin Morgan), 다이애나 러셀(Diana Russell), 앨리스 슈워처(Alice Schwarzer), 개일 다인스(Gail Dines), 로버트 젠슨(Robert Jensen) 등 포르노그래피에 반대하는 여성주의자들은 포르노그래피는 여성에게 해롭고, 여성에 대한 폭력의 원인이 되거나 폭력을 촉진시킨다고 주장한다.
캐서린 맥키넌과 앤드리아 드워킨은 별도로 포르노그래피가 본질적으로 여성에 대한 착취라는 입장을 밝혔다. 그리고 그들은 포르노그래피의 생산자들이 포르노의 생산과 사용, 유통의 결과로 보이는 해악에 책임지게 만드는 법을 요구했다. 1986년의 미스 커미션(Meese commission) 전에 드워킨은 65~75%의 성매매와 하드코어 포르노그라피의 여성이 근친상간이나 아동 성폭력의 피해자라고 증명했다.
앤드리아 드워킨이 1980년대에 한 포르노그래피에 반대하는 활동은 그녀가 국가적 주목을 받게 했다.
반포르노그래피 여성주의자들, 특히 캐서린 맥키넌은 포르노그래피의 생산이 여성에 대한 신체적, 정신적, 경제적 강제를 수반한다고 비난했다. 이는 심지어 여성이 일을 즐기고 있다고 발표될 때에도 그렇다.  또한 포르노그래피에서 보여지는 것 중 많은 것이 본질적으로 폭력적이라고 주장된다. 개일 다인스는 곤조 포르노그래피로 대표되는 포르노그래피는 점점 폭력적이 되고 있으며 포르노그래피에서 연기하는 여성들이 생산과정에서 학대를 당한다고 주장했다.

## 같이 보기
- 여성주의 성 전쟁
- 성매매의 여성주의적 관점